# Linha 12 Express do Tramway d'Île-de-France
A linha 12 Express do Tramway d'Île-de-France, anteriormente designada como Tram Express Sud, também conhecido como Tram-Train Évry-Massy, é um projeto de linha de transporte ferroviário franciliano em anel, projetada por Île-de-France Mobilité (ex-STIF), para conectar por trem-tram a estação de Evry - Courcouronnes à de Massy - Palaiseau.
Esta linha, operada pela SNCF, será um comprimento de 20 quilômetros e deve transportar 40 000 passageiros cada dia.
Em 22 de janeiro de 2014, o Sindicato dos Transportes da Île-de-France (STIF) publicou um plano com as naugurações no horizonte 2020, no qual ele atribui a essa linha o nome "Tram Express Sud".

Plano da linha.

## História

### O RER projeto
A linha de tram-train, de Evry - Massy encontra a sua origem no projeto de Tangentielle Sud ou Tangentielle Sud-Ouest, que se propuseram a ligar por uma nova linha RER a cidade de Versalhes, ou mesmo de Achères em Yvelines, à de Melun em Sena e Marne, passando por Massy e Évry.
O projeto consistia de várias operações:
- a modificação do plano de vias, bem como a criação de uma garagem, de um pátio de manutenção e de um centro de gestão de operações em Massy - Palaiseau;
- a construção de uma linha inteiramente nova de sete quilômetros entre Épinay-sur-Orge e Grigny, principalmente em túnel;
- a criação de duas estações novas em Epinay-sur-Orge e em Grigny[3];
- a acessibilidade de todas as estações para pessoas com mobilidade reduzida;
- a substituição da totalidade das faixas de travessia de pedestres com obras de arte;
- a remoção de várias passagens de nível nas linhas existentes.

Os estudos foram apresentados em comissão de acompanhamento do STIF em 23 de setembro de 2004.

### O projeto atual

#### A solução do trem-tram
O STIF propôs então uma solução menos dispendiosa mas pondo em questão todos os estudos. Em sua parte em Essonne, o projeto foi transformado em uma linha mais modesta, mas também mais viável, ligando Évry a Massy por trem-tram, o conforto, a velocidade e o número de passageiros transportados sendo necessariamente menor do que o projeto original.
O lançamento da linha poderia resultar na remoção do ramal do RER C chamado C8, que liga Juvisy-sur-Orge a Versailles-Chantiers. O trem-tram seria em correspondência com o RER C na estação de Épinay-sur-Orge a leste e da estação de Massy - Palaiseau a oeste.
O destino da seção entre Versailles-Chantiers e Massy - Palaiseau, que faz atualmente parte do ramal C8, também levantou questões. Em 2018, essa seção devia, em princípio, ser conservada no esquema do RER C, após a sua conexão com o ramal C2 do RER C terminando no mesmo lugar (este traçado também é usado por alguns TGV normandos intersetores a cada semana).

#### Declaração de utilidade pública
A enquete pública da primeira fase, sendo cerca de 20 km ligando o pólo multimodal de Evry Courcouronnes à estação de Massy-Palaiseau, ocorreu de 7 de janeiro a 11 de fevereiro de 2013, nas diferentes comunas afetados pelo traçado. O projeto foi declarada de utilidade pública pelo prefeito do Essonne em 22 de agosto de 2013.

#### Canteiro
O plano de financiamento da linha no valor de 455 milhões de euros, foi aprovado em 7 de outubro de 2015 pelo STIF. O apoio foi dividido entre o Estado (28 %), a região da Ilha de França (53 %), o Conselho Departamental de Essonne (15 %) e SNCF Réseau (4 %).
O projeto começou no início de 2017, depois a validação do protocolo de financiamento em 9 de março de 2017 pelos representantes eleitos regionais tem garantido a continuidade do projeto no tempo, com uma abertura prevista em 2020.

## Infraestrutura
A linha Évry-Massy utilizará a infraestrutura da linha da Grande Ceinture entre Massy - Palaiseau e Épinay-sur-Orge, substituindo uma parte das missões atualmente efetuadas pelo RER C. Ele sairá então da via férrea entre as estações de Petit Vaux e de Savigny-sur-Orge para passar em modo tramway no talude da auto-estrada A6 e depois no viário até Évry. A linha, com um comprimento total de 20 quilômetros, utilizará em 10,1 quilômetros a linha da Grande Ceinture.

## Estações
- Évry - Courcouronnes
- Delouvrier
- Monnet
- Croizat
- Grigny ZAC
- Viry-Châtillon
- Viry-Coteaux de l'Orge
- Morsang
- Épinay-sur-Orge
- Petit Vaux
- Gravigny - Balizy
- Chilly-Mazarin
- Longjumeau
- Champlan
- ZAC de la Bonde
- Massy - Palaiseau

## Extensão de Massy-Palaiseau a Versailles-Chantiers
No final de 2008, a SNCF propôs que a seção entre Versailles-Chantiers e Pont de Rungis (uma vez que ela será fundida, em favor do lançamento do trem-tram Évry - Massy em 2017), saia do esquema do RER C para ser integrada a um projeto de trem-tram, ligando as estações de Versailles-Chantiers e de Sucy - Bonneuil.
No entanto, durante a consulta pública sobre o trem-tram Évry - Massy, muitas opiniões foram expressas em favor de outra solução: a extensão do trem-tram Evry - Massy até Versailles-Chantiers. Os dois projetos não são compatíveis.
Em 26 de janeiro de 2011, o Estado e a Região concordaram com as grandes orientações de transportes públicos na Ilha de França citando a possível extensão do trem-tram Évry - Massy para Versailles-Chantiers, com a indicação de uma inauguração prevista no horizonte de 2020.
No início de 2011, em um caderno de ator arquivado no contexto do debate público sobre a LGV de interconexão sud-IDF, a SNCF pareceu tomar nota desta escolha sobre a seção entre Versailles-Chantiers e Massy-Palaiseau, propondo integrar a seção entre Massy - Palaiseau e Pont de Rungis para uma tangencial Massy-Palaiseau - Sucy-Bonneuil via Pont de Rungis.
Em 16 de maio de 2013, o STIF tem oficialmente validado a extensão do trem-tram até a estação de Versailles-Chantiers. O trem-tram substituiria assim completamente o ramal C8 do RER C. O projeto foi apresentado na consulta prévia de 1 de junho de 2013 a 7 de julho de 2013.
O traçado atual prevê a conexão de oito estações.
- Massy - Palaiseau
- Igny
- Bièvres
- Vauboyen
- Jouy-en-Josas
- Petit Jouy - Les Loges
- Versailles-Chantiers